# Synargis chaonia
Synargis chaonia is een vlindersoort uit de familie van de prachtvlinders (Riodinidae), onderfamilie Riodininae.
Synargis chaonia werd in 1853 beschreven door Hewitson.